# Laura Müller (It-Girl)
Laura Müller (* 30. Juli 2000 in Tangermünde; bürgerlich Laura Sophie Norberg, geb. Müller) ist ein deutsches It-Girl. Sie wurde im Jahr 2019 als Freundin des Sängers Michael Wendler bekannt und trat bis 2020 – meist an dessen Seite – bei der RTL-Gruppe in Reality-Shows und bei Let’s Dance auf.

## Karriere

### Bekanntwerden und erste TV-Auftritte (2019)
Müller wuchs in Sachsen-Anhalt in der Gemeinde Miltern auf, die seit 2010 ein Ortsteil von Tangermünde ist. Als sie 10 Jahre alt war, ließen sich die Eltern scheiden, danach wohnte sie sechs Jahre lang bei beiden Elternteilen und zog mit 16 Jahren zu ihrem Vater. Im August 2018 lernte die damals 18-Jährige auf einem Konzert in Berlin den 28 Jahre älteren Sänger Michael Wendler (* 1972) kennen, mit dem sie seit Oktober 2018 liiert ist. Die Beziehung, die Anfang Februar 2019 öffentlich wurde, fand aufgrund des Altersunterschieds ein starkes Echo im deutschen Boulevard.
Ab März 2019 trat Müller in der Doku-Soap Goodbye Deutschland! Die Auswanderer auf, in der sie Wendler zunächst in dessen Wahlheimat Cape Coral, Florida, besuchte. Nach dem Schuljahr 2018/19 verließ sie nach dem 12. Jahrgang – ein Jahr vor dem Abitur – die Schule mit der Fachhochschulreife. Seit Sommer 2019 lebt Müller gemeinsam mit Wendler in Cape Coral, Florida.
Ab Juli 2019 nahmen Müller und Wendler an der 4. Staffel der Reality-Show Das Sommerhaus der Stars – Kampf der Promipaare teil. Eine Anfrage zur Teilnahme an der 14. Staffel der Reality-Show Ich bin ein Star – Holt mich hier raus!, an der Wendlers damalige Ehefrau Claudia Norberg teilnahm, lehnte sie im Oktober 2019 ab.

### Über denPlayboyzuLet’s Dance(2020)
Im Januar 2020 wurden Erotikfotos der 19-jährigen Müller in der deutschen Ausgabe des Männermagazins Playboy (02/2020) veröffentlicht; zudem war sie das Cover Girl. Im Januar wurde zudem die Doku-Soap Wendler, Laura, Claudia – der DJ und die Frauen auf dem RTL-Videoportal TVNOW veröffentlicht.
Ende Januar 2020 zeigte Müller in einer Instagram-Story, wie sie Wendler mit einem Auto überraschte. Das rund 90-sekündige Video wurde daraufhin vom Komiker Oliver Pocher und seiner Frau Amira parodiert. Der Musikproduzent Stard Ova veröffentlichte Ende Januar 2020 auf YouTube und Spotify den Remix Baby (Ich liebe dich), der auf Müllers Instagram-Story basiert. In den folgenden Wochen parodierte Pocher immer wieder Fotos und Videos von Wendler, die er bei Instagram hochlud, sowie insbesondere dessen Lied Egal. Am 1. März 2020 kam es bei RTL zur Liveshow Pocher vs. Wendler – Schluss mit lustig!, bei der auch Müller und Amira Pocher auftraten. Wendlers Single Egal erreichte durch die mediale Aufmerksamkeit Ende Februar 2020 – zweieinhalb Jahre nach ihrer Erstveröffentlichung – auf Platz 50 erstmals die deutschen Singlecharts, hielt sich fünf Wochen in den Top 100 und erreichte in der zweiten Woche auf Platz 43 ihren Höchststand.
Ab Ende Februar 2020 nahm Müller an der 13. Staffel der Live-Tanzshow Let’s Dance teil, bei der sie an der Seite des Profi-Tänzers Christian Polanc den 6. Platz (von 14) belegte. Ebenfalls liefen ab Ende Februar sechs Folgen der Doku-Soap Laura und der Wendler – Total verliebt in Amerika auf TVNOW.

### Geplante TV-Hochzeit und Ende der Medienpräsenz (2020)
Anfang April 2020 gab die RTL-Gruppe bekannt, dass Müller und Wendler im Jahr 2020 heiraten und man die Vorbereitungen sowie die Hochzeit exklusiv auf RTL, VOX und TVNOW begleiten werde. Knapp drei Wochen später gab das Paar über RTL und Instagram die Verlobung bekannt. Im Zuge dessen entstand die Doku-Soap Laura und der Wendler – Jetzt wird geheiratet! (TVNOW/VOX). Im Juni 2020 heiratete das Paar in Florida standesamtlich, wodurch sie Wendlers bürgerlichen Familiennamen Norberg annahm. In der Öffentlichkeit tritt sie weiterhin als Laura Müller auf. Die TV-Hochzeit hätte noch im Sommer in Las Vegas, Nevada stattfinden sollen. Aufgrund der COVID-19-Pandemie und ihrer individuellen Situation in den USA wurde diese zunächst in den Oktober verschoben und sollte in Europa stattfinden. Ende September gab RTL bekannt, dass die TV-Hochzeit auf 2021 verschoben worden sei.
Nachdem Wendler Anfang Oktober 2020 zunächst ohne Absprache mit der Produktion von Deutschland sucht den Superstar gemeinsam mit Müller zurück in die USA gereist war und anschließend seinen Ausstieg als Jurymitglied der 18. DSDS-Staffel mit verschwörungstheoretischen Ansichten zur COVID-19-Pandemie begründet sowie seine Verträge mit RTL „eigenständig und ohne Rücksprache“ gekündigt hatte, erklärte der RTL-Geschäftsführer Jörg Graf, dass die Zusammenarbeit mit Wendler beendet sei und die Live-Hochzeit nicht bei RTL stattfinden werde. Wendler hatte u. a. der Bundesregierung wegen der „angeblichen“ COVID-19-Pandemie „grobe und schwere Verstöße“ gegen das Grundgesetz vorgeworfen und geäußert, dass sich nahezu alle Fernsehsender, darunter RTL, mitschuldig gemacht hätten und gleichgeschaltet sowie politisch gesteuert seien. Daraufhin hatten sich laut Markus Krampe, bis dahin gemeinsamer Manager von Wendler und Müller, auch Firmen von der 20-Jährigen distanziert, die äußerte, „bezüglich des Themas Corona“ „neutral wie die Schweiz“ zu sein.
Im Laufe des Novembers 2020 gab Krampe zunächst das Management Wendlers und anschließend auch Müllers auf.

### Weitere Tätigkeiten (seit 2021)
Ab Januar 2021 warben Wendler und Müller auf Instagram für Produkte aus dem Kopp Verlag, der u. a. rechtsesoterische, grenz- und pseudowissenschaftliche, verschwörungstheoretische sowie rechtspopulistische und rechtsextreme Titel führt.
Seit Ende November 2021 sind Müller und Wendler mit einem gemeinsamen Account auf Onlyfans aktiv. Im Januar 2022 kündigte Florian Boitin, der Chefredakteur der deutschen Ausgabe des Playboy, eine Klage an, da dort offenbar Bilder aus Müllers Playboy-Shooting kostenpflichtig angeboten wurden. Ende Januar 2022 startete sie zusätzlich einen eigenen Account mit erotischen Inhalten.
Anfang Februar 2023 gab Müller ihre Schwangerschaft bekannt. Mitte Februar 2023 verkündete RTL II, die Schwangerschaft und Geburt begleiten und am Jahresende in einer Doku-Soap ausstrahlen zu wollen. Dies sorgte für öffentliche Kritik. Der Partnersender RTL weigerte sich, die Folgen auf der Streamingplattform RTL+ auszustrahlen. Nur einen Tag nach der Verkündung sagte RTL II das TV-Comeback von Müller und Wendler wieder ab. Müllers und Wendlers erster gemeinsamer Sohn kam im Juni 2023 zur Welt. Der zweite gemeinsame Sohn kam im Dezember 2024 zur Welt.
Im April 2024 veröffentlichte Müller das Lied Superstar.

## Sonstiges
Müller betreibt einen Business-Account auf Instagram, auf dem sie mit Produktplatzierungen wirbt. Auf seinem Höchststand im Mai 2024 verzeichnete der Account eine Reichweite von knapp 650.000 Followern.

## Fernsehauftritte
- 2019: Goodbye Deutschland! Die Auswanderer (VOX)
- 2019: Das Sommerhaus der Stars – Kampf der Promipaare – Staffel 4 (RTL)
- 2020: Wendler, Laura, Claudia – der DJ und die Frauen (TVNOW)
- 2020: Laura und der Wendler – Total verliebt in Amerika (TVNOW)
- 2020: Let’s Dance – Staffel 13 (RTL)
- 2020: Pocher vs. Wendler – Schluss mit lustig! (RTL)
- 2020: Laura und der Wendler – Jetzt wird geheiratet! (TVNOW/VOX)

## Diskographie
| Jahr | Titel     | Anmerkungen                                                  |
| ---- | --------- | ------------------------------------------------------------ |
| 2024 | Superstar | Erstveröffentlichung: 18. April 2024 Format: Digitale Single |